# Medibank International 2008
Das Medibank International Sydney 2008 ist ein Tennisturnier der WTA Tour 2008 für Damen und ein Tennisturnier der ATP Tour 2008 für Herren in Sydney. Das Turnier fand vom 6. bis zum 12. Januar 2008 statt.

## Herrenturnier
→ Hauptartikel: Medibank International 2008/Herren
→ Qualifikation: Medibank International 2008/Herren/Qualifikation

## Damenturnier
→ Hauptartikel: Medibank International 2008/Damen
→ Qualifikation: Medibank International 2008/Damen/Qualifikation